# ティンホイル・ハット

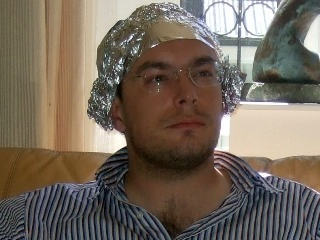
ティンホイル・ハットをかぶった男性

ティンホイル・ハット（tin foil hat, スズ箔の帽子) とは、アルミ箔を数枚重ねてつくるヘッドギアの一種であり、電磁波やマインドコントロール、読心術から脳をシールドすることができるという考えや信念から身につける人がいる。同じ目的で、頭部に装着する保護具の裏からアルミ箔が貼られることもある。こうした自家製のヘッドギアで脳を保護することができるという考えは、非常にポピュラーなステレオタイプ的発想であり、偏執症や被害妄想にとらわれた人間の決まり文句でもある。似たアイデアは疑似科学や陰謀論にも登場する。
実際に使われるのはアルミニウムホイル（アルミ箔）であり、英語圏では「ティンホイル」（スズ箔）と言われるのは、包装用の金属箔の素材としてアルミではなくスズが使われていた時代の名残である。

## 歴史
「思索をめぐらす頭を包む電気絶縁装置」に言及した本としては、1909年のノン・フィクション作品『アトムの覚醒』(Atomic Consciousness)が古い例として挙げられるだろう。これは「純粋な男」を自称するジョン・ポールフリー（ジェームス・バサーストの名も持つ）が書いた作品だが、彼にとってこういったヘッドギアはむしろ無意味だった。ひとたび「テレパシー（精神感応）の衝撃的衝突」が起これば、このようなヘッドギアがあっても「〔脳内に〕滞留する意見や考え」は守れないと彼は考えたのだ（この例において、テレパシーを持っているのは著者であるジョンの側である）。
外部の干渉から精神を保護するための金属箔の帽子というアイデアの初期の例としては、1926年に初めて出版されたジュリアン・ハクスリーのSF短編「組織培養の王」(The Tissue-Culture King)も挙げられる。この短編では主人公が「金属箔の帽子」がテレパシーの効果を打ち消すことを発見するのである。
こういった帽子に期待をかける人にとって、その対象は幅広く、政府によるマインドコントロール、スパイ活動、ESPを駆使する超能力者、マイクロ波によるフレイ効果など様々である。自分が国家的なスパイ活動、嫌がらせの対象となった「標的にされた個人」（targeted individual、TI） だと信じる人は世界中にいくらでもおり、そういった人々はウェブサイトや集会を通じて議論を重ねるなかで、ティンホイル・ハットのような保護具についても話し合うのである。そのため次第に「ティンホイル・ハット」という言葉は妄想症や陰謀論と結びつけられるようになった。

## 科学性
金属箔の帽子を着用した人間は脳に照射される高周波の強度を著しく低下させることができる、という発想は科学的にまったく荒唐無稽というわけではない。実際、強い電波を浴びる影響については実証されて久しい。きちんとつくれば、アルミ箔の帽子も人間の体の一部を金属で覆うファラデーケージに近いものになり、そこを通過する電磁波の総量を減少させることができるだろう。とはいえファラデーケージは内部を完全に密閉しているところが、金属箔の帽子と異なる。「帽子」では顔は保護できないし、首から下についても同様である。高校の授業でよくある物理の実験に、アルミ箔のうえにAMラジオを置いて、金属製のバケツをかぶせるものがある。つまりAMラジオは完全に金属に囲われるわけだが、そうするとAMラジオの電波状態は著しく悪化することがわかる。このような電磁波をブロックする効果を金属箔が再現できるかどうかについては、その厚み（特定の周波数に対する導体の表皮深さ）によるといえる。0.5mmのアルミ箔であれば、だいたい20kHz以上の周波数（それこそAM・FMの周波数帯が含まれる）なら放射されても少しはブロックできるだろうが、そういった厚さのアルミ箔は市販されていない。その効果を期待したければ、膨大な枚数のアルミ箔が必要になってしまう。
アルミ箔は、不特定の周波数による電磁放射に対して保護具の役割を果たすという考えも存在する。「電磁波の暴露は健康に悪影響がある」という主張がなされることもあるが、ティンホイル・ハットの有効性について、実験をおこない科学的なエビデンスを得たという論文は存在しない。
1962年、アメリカのアラン・H・フレイが発見したマイクロ波聴覚効果は、電磁波の信号を脳が受けとることでクリック音やブザー音が誘発されて聞こえるというものであるが、この誘発音は側頭葉に（スズ箔ではなく）ワイヤーメッシュを当てることで防ぐことが可能である。

## gallery

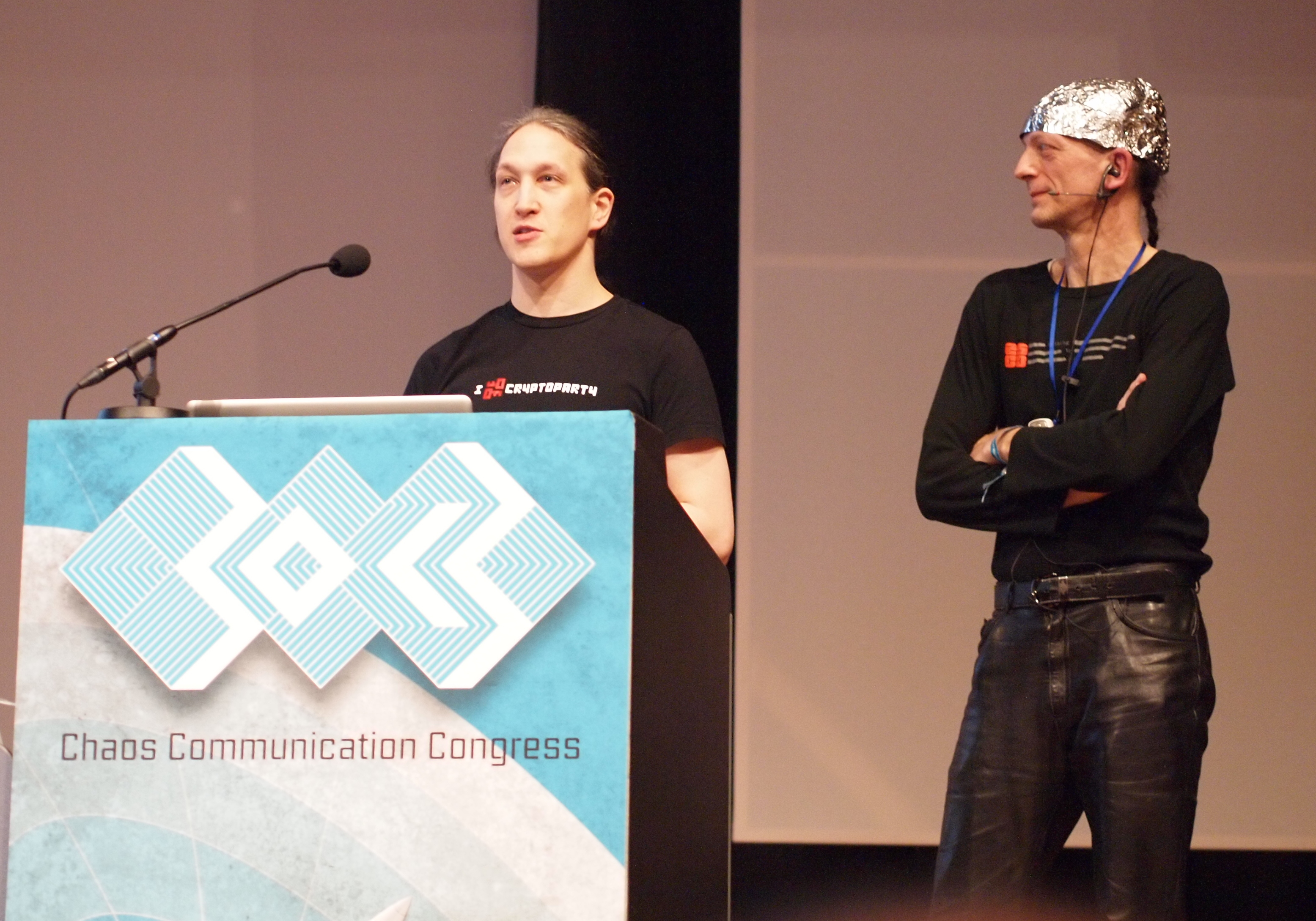
2013年にハンブルクで開催されたカオス・コンピュータ・クラブのカオスコミュニケーション会議（英語版）30C3の出席者
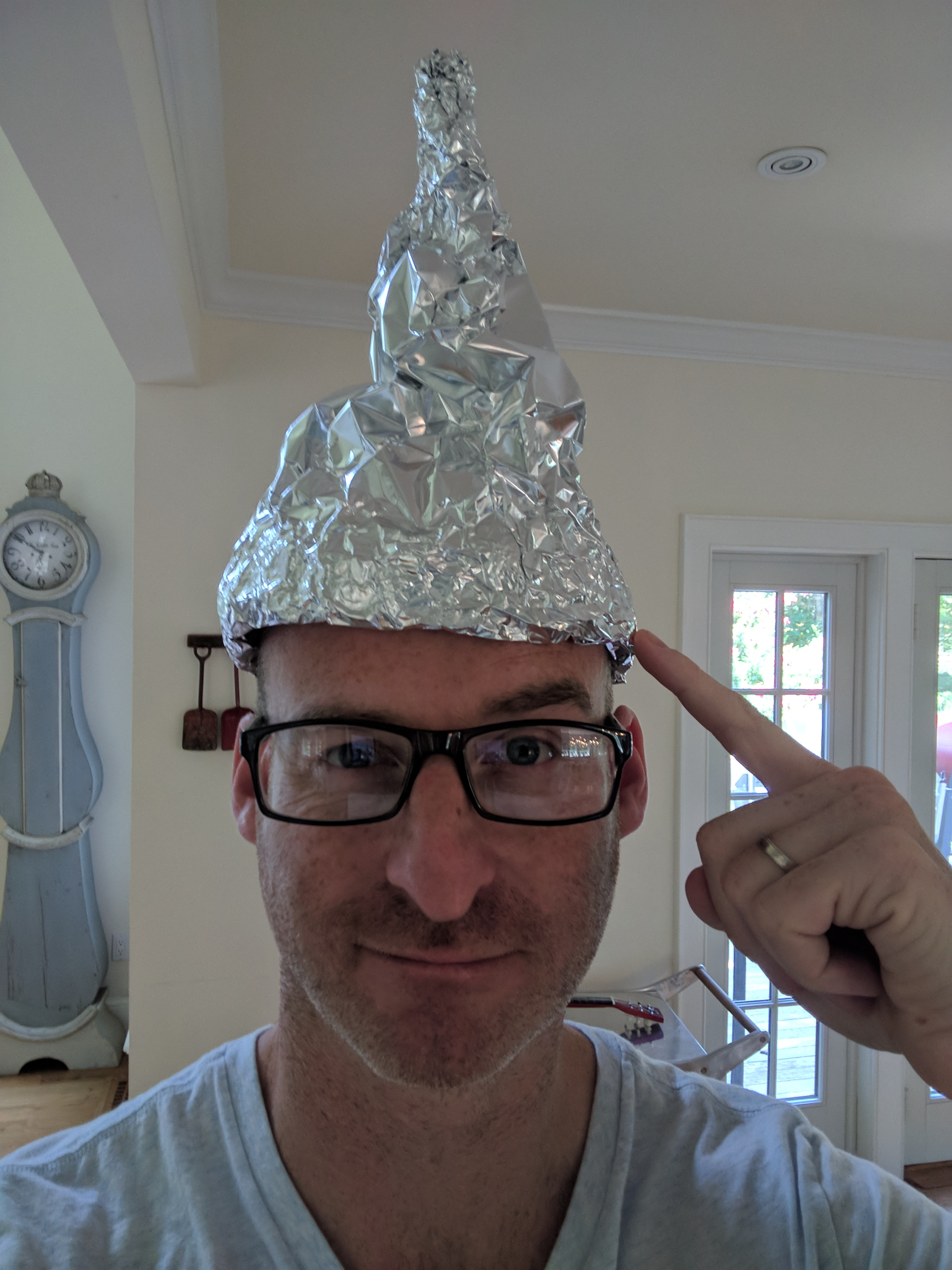
保護用ヘッドギア
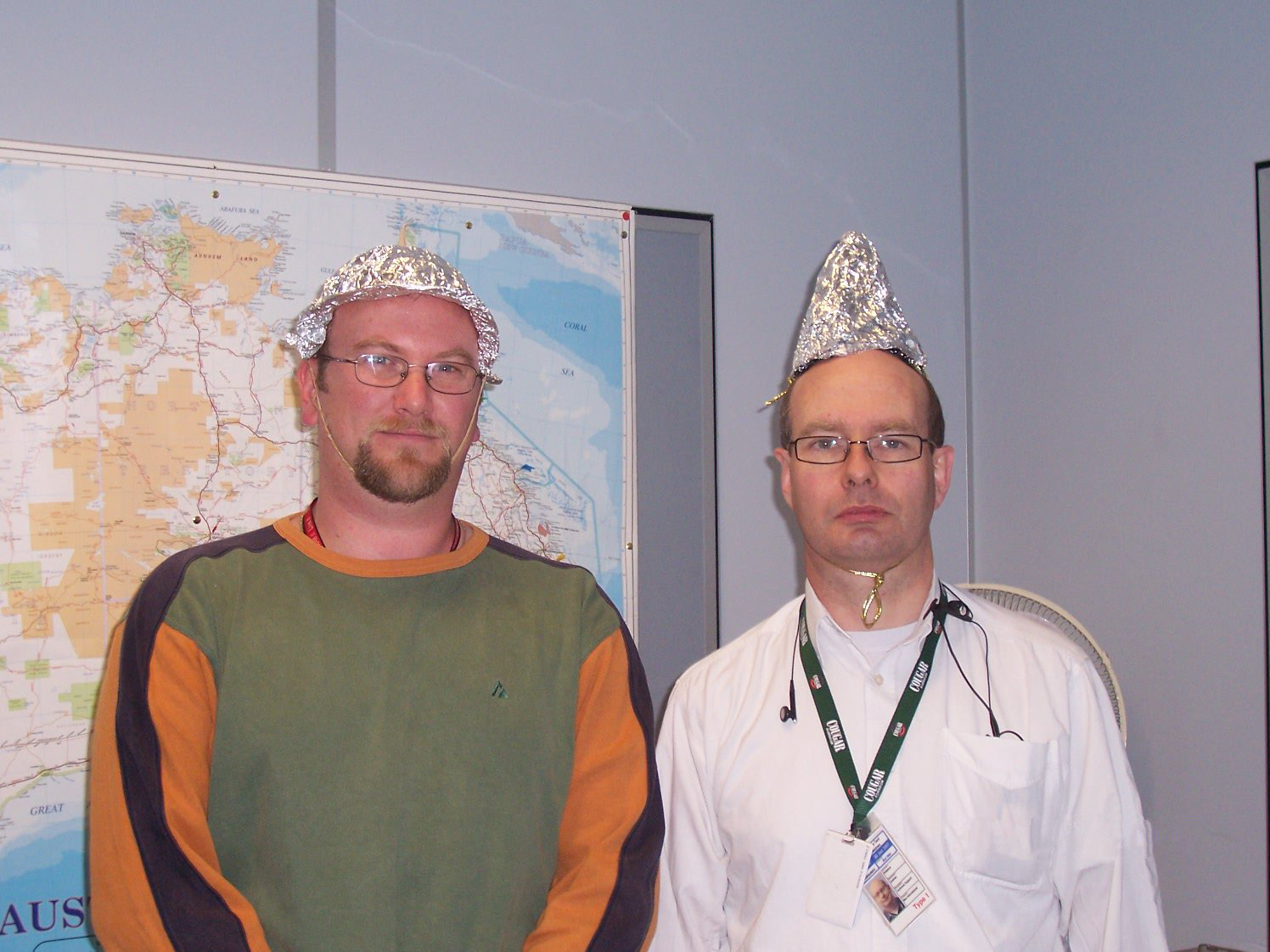
保護用ヘッドギア
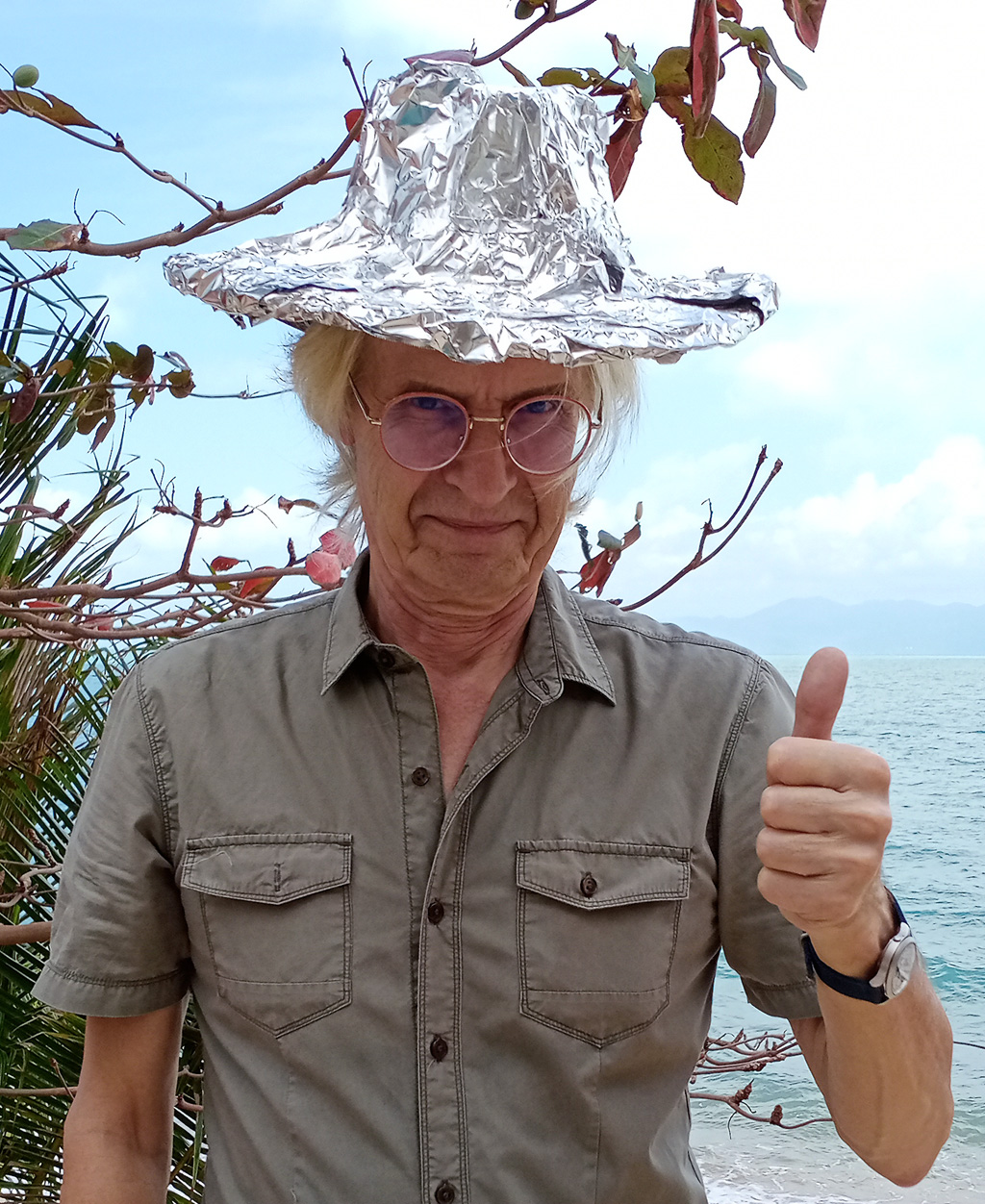
保護用ヘッドギア

## メディアへの登場
金属箔の帽子は、映画『サイン』やオリジナルビデオアニメ『フューチュラマ：緑の空のかなたへ』に登場する。
テレビゲームのようなプレイヤーがゲーム内の問題として精神干渉に対処する要素のあるメディアにおいて、金属箔の帽子が「精神干渉に対して実際に効果がある」道具として登場することがある。(Rimworldなど)